# Jean Lutz
Jean Lutz, né le 2 janvier 1904 à Genève et mort le 2 novembre 1997, est un arbitre suisse de football des années 1940 et 1950.

## Carrière
Il a officié dans des compétitions majeures : 
- Coupe de Suisse de football 1941-1942 (finale rejouée)
- Coupe de Suisse de football 1944-1945 (finale)
- Coupe du monde de football de 1950 (1 match)